# Sphaeromicolinae
Sphaeromicolinae is een onderfamilie van kreeftachtigen uit de klasse van de Ostracoda (mosselkreeftjes).

## Geslacht
- Sphaeromicola Paris, 1916